# Rauli Somerjoki
Rauli "Badding" Somerjoki, född den 30 augusti 1947 i Somero, död den 14 januari 1987 i Helsingfors, var en finländsk rocksångare. Bland hans mest berömda sånger finns Fiilaten ja höyläten, Paratiisi, Bensaa suonissa, Ikkunaprinsessa, Tähdet, tähdet och Laivat. Han dog av alkoholförgiftning vid 39 års ålder.